# Ostrogrúnska kotlina
Ostrogrúnska kotlina je geomorfologickou částí Nízkého Vtáčnika. Leží v její západní části, přibližně 8 km severně od města Žarnovica v Žarnovickém okrese.

## Polohopis
Kotlina se nachází v centrální části pohoří Vtáčnik, v západní polovině jeho podcelku Nízký Vtáčnik. Leží v okolí obcí Ostrý Grúň a Kľak, na obou březích říčky Kľak. Ostrogrúnska kotlina sousedí na západě s geomorfologickou částí Vígľaš, východním směrem pokračuje podcelek Nízký Vtáčnik a jižně navazuje Župkovská vrchovina, coby část podcelku Župkovská brázda.
Ze severu na jihovýchod protéká územím kotliny říčka Kľak, která zde přibírá několik menších vodních toků, mezi nimi Vicianov, Mackov a Megov potok. Údolím Kľaku vede i jediná přístupová komunikace do kotliny, silnice III/2523, odbočující u Župkova ze silnice II/512 (Žarnovica - Oslany).

## Chráněná území
Celé území Ostrogrúnské kotliny patří do Chráněné krajinné oblasti Ponitrie. Zvláště chráněnou je přírodní památka Ostrovica, zabírající část skalnatých masivů stejnojmenného vrchu, ležícího na západním okraji území, nad obcí Kľak. Kotlinu obepíná věnec hor a přímo v její blízkosti jsou na západě ještě Klenový vrch (766 m n. m.), Trvalcov báň (685 m n. m.), na jihu ležící Ostrý grúň (584 m n. m.) a na východě Jasenov vrch (583 m n. m.), Hlavatá (703 m n. m.) a Glesggove tále.

## Turismus
Tato část Vtáčnika je specifickou lokalitou, za což vděčí své minulosti. Během SNP byla místem jednoho z nejbrutálnějších masakrů civilního obyvatelstva na území Slovenska, který provedla nacistická jednotka Edelweiss. Tragickou událost dnes připomínají památníky, věnované zavražděným v obou obcích a pamětní místnost SNP v Kľaku. V blízkosti obou obcí jsou lyžařské vleky a u Ostrého Grúně i ranč.
Obce slouží jako východisko pro turistické výstupy na hřeben pohoří Vtáčnik:
- po  žluté značce z obce Ostrý Grúň Klenovou dolinou na Rúbaný vrch (1097 m n. m. Napojení na  červeně značenou Ponitranskou magistrálu
- po  zelené trase z Kľaku Partizánskou dolinou na vrch Vtáčnik (1346 m n. m.). Napojení na  červeně značenou Ponitranskou magistrálu.[2]